# 趙充国

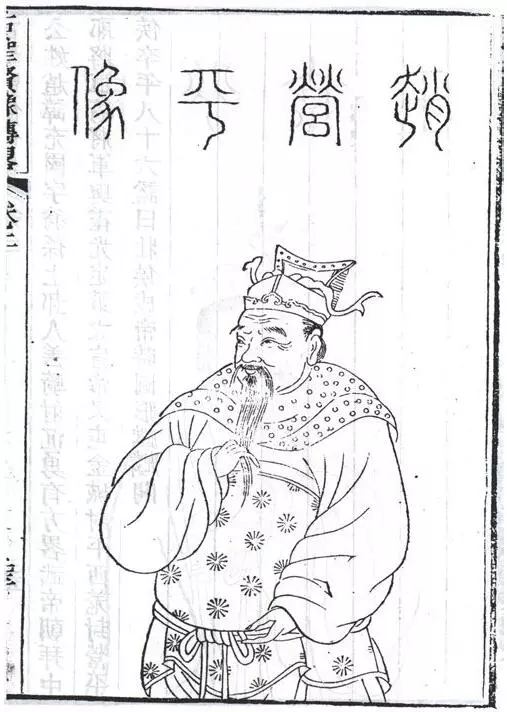
趙充国

趙 充国（ちょう じゅうこく、紀元前137年 - 紀元前52年）は、前漢の将軍。字は翁孫。隴西郡上邽県の人で、後に金城郡令居県に移住した。

## 略歴
騎士であったが、騎射に長けていたことから羽林に編入される。兵法を学び、四方の異民族に通じた。
武帝の時に弐師将軍李広利の仮司馬となって匈奴攻めに従軍した。そこで匈奴に囲まれたが、趙充国は百人余りを率いて突撃し、囲いを破った。その時に身体に二十あまりの傷を負ったが、李広利がこの件を上奏したところ、趙充国を武帝の元へ召す詔が出され、武帝自らその傷を見て嘆息した。趙充国は中郎となり、車騎将軍長史となった。
昭帝の時、武都の氐が反乱した際、趙充国は大将軍霍光の護軍都尉となり鎮圧した。その後中郎将となって上谷に駐屯し、元鳳元年（紀元前80年）に水衡都尉となった。匈奴を撃って匈奴の西祁王を捕え、元平元年（紀元前74年）に水衡都尉兼任のまま後将軍に抜擢された。
大将軍霍光と共に宣帝擁立に関り、その功績で営平侯に封じられた。本始2年（紀元前72年）に蒲類将軍となり、四将軍と共に匈奴を討って数百の首級を挙げた。都に戻ると後将軍のまま少府となった。匈奴はその後十数万騎を動員し漢を攻めようとし、漢は亡命者によってそれを知ったため、趙充国に四万騎を率いて辺境の郡に駐屯させたため、匈奴単于は侵攻せずに去った。
神爵元年（紀元前61年）、光禄大夫義渠安国が不穏な行動をしていた先零羌の首領30人を召し出して殺したことから、降伏していた羌も怒り、反乱した。趙充国は70歳以上であったことから、宣帝は御史大夫丙吉を遣わし、趙充国に誰を将とすべきか訊かせた。趙充国は「私を超える者はいません」と答えた。宣帝は再度「羌の軍勢はどれほどか。誰を用いるべきか」と訊いたところ、趙充国は「百聞は一見に如かず。兵は遠く離れていては測りがたいものです。急ぎ金城まで向い、そこから方略を献上したいと思います。羌は天に逆らい滅亡も遠くありませんので、私にお任せください」と言い、宣帝はこれを笑って承諾した。
趙充国は持久戦の構えを取り、羌に対し罪ある者を討った者は赦免して褒美を与えると告げた。宣帝は趙充国の子の右曹中郎将趙卬に期門・羽林の騎兵を率いさせ、また刑徒や各郡の兵など合計6万を動員した。酒泉太守辛武賢が騎兵をもって迂回して後方を攻撃し補給を断つことを進言したが、趙充国は反対した。
宣帝は楽成侯許延寿を強弩将軍とし、辛武賢を破羌将軍とし、反対した趙充国を責めた。しかし趙充国はなおも反対し、屯田をすることを願い出た。朝廷の大臣たちも次第に趙充国に賛成する者が多くなり、宣帝は趙充国の献策を認める一方で許延寿・辛武賢及び趙卬に出撃を命じた。許延寿らは羌を破り功を挙げた。
趙充国は翌年になって帰還し、その後羌の仲間割れが起こって反乱は鎮圧された。趙充国は後将軍と衛尉を兼任した。
この戦いでの一件により辛武賢と趙充国の間に遺恨が生じ、辛武賢は趙卬が宮廷の秘密を漏らしたと弾劾したため、趙卬は獄に下されて自殺した。
趙充国は退任を願い、認められた。その後も朝廷での周辺異民族に関する議論に参与した。
甘露2年（紀元前52年）、86歳で死亡した。壮侯と諡された。